# Баритаж
Баритаж, баритування — процес нанесення розчину задубленого желатину, що містить сульфат барію (барит), на паперову основу.
Виконується перед поливом фотографічної емульсії під час виробництва фотопаперу.
Після висихання утворюється підшар товщиною близько 0,03 мм, призначений для того, щоб:
- перешкоджати проникненню світлочутливої емульсії в підкладку;
- забезпечувати краще зчеплення світлочутливої емульсії з підкладкою;
- захищати світлочутливий шар від шкідливого впливу наявних у паперовій підкладці частинок (наприклад, металів);
- збільшувати коефіцієнт відбиття світла від білих ділянок фотографії.